# El organito de la tarde
El organito de la tarde es una película muda argentina en blanco y negro de 1925, dirigida por José Agustín Ferreyra, protagonizada por María Turgenova en el papel principal.
La película está inspirada en la letra del tango del mismo nombre compuesta por José González Castillo con música de Cátulo Castillo, que en 1924 obtuvo el tercer premio en el concurso organizado por la empresa impresora discográfica Max Glücksmann.
Se estrenó el 13 de octubre de 1925 en los cines Alvear, Gaumont, Paramount y Select Lavalle y en las primeras exhibiciones fue acompañado con la ejecución en vivo de ese tango y de El alma de la calle, música de Raúl de los Hoyos, letra de José A, Ferreyra.

## Elenco
- María Turgenova como Esthercita.
- Julio Donadille como Adolfo.
- Mecha Cobos como Adela.
- Arturo Forte como El Payo.
- Lolita Llopis como Cascabelito.
- Álvaro Escobar como Julián.
- B. Guillet como Pololo.[2]

## Comentario
Dice Jorge Miguel Couselo que en esta película "es el barrio siempre llevado a instancias de poesía como nunca; la variante anecdótica es nimia...pero el protagonista es el barrio mancillado en su pureza primigenia y esencial y luego redimido cuando Estercita...retorna al conventillo y prefiere pedir limosna que seguir en la prostitución...aguafuerte sombrío, deseperanzado" y agrega que en la crónica del diario La Nación se reconocía el logro del filme y se le atribuían dos virtudes principales: "un sentido cinematográfico, un conocimiento y dominio a fondo de los aspectos y figuras típicos del arrabal porteño y su psicología".

## Letra del tango
Los primeros versos del tango dicen:

"Al paso tardo de un pobre viejo
puebla de notas el arrabal,
con un concierto de vidrios rotos,
 el organito crepuscular.
Dándole vueltas a la manija
 un hombre rengo marcha detrás
mientras la dura pata de palo
marca del tango el compás.".